# 孙总理奉安纪念碑 (上海)
孙总理奉安纪念碑是歷史上位於中國上海市虹口區的一個紀念碑，曾經位於江湾火车站附近的国立劳动大学校門前（今车站西路与车站南路的交界处）。

## 歷史
孙中山逝世后的1929年，孙中山灵柩安葬（奉安）在中山陵。国民政府當時要求在孙中山灵柩经过的地方，都要修筑纪念碑。上海虽然不是孙中山灵柩经过的区域，但上海的江灣區被孙中山列入大上海计划。江湾区地方民众和上海大学、国立劳动大学教授学者決定募款建立孙总理奉安纪念碑（孫中山曾任中國國民黨總理），纪念碑於1929年10月10日落成。
孙总理奉安纪念碑高3丈多，地基面積為200余平方公尺。易培基、譚延闿、蔡元培分別在上面題上“景行百代”、“独有千秋”、“俟圣不惑”等字。在建纪念碑的同时，将东体育会路的一段道路改名纪念路。
紀念碑建成後，每逢孙中山诞辰或逝世纪念日（植樹節），就有人就到纪念碑前献花圈。一二八事变期間，孙总理奉安纪念碑被毀。